# أحمد راسم (ممثل)
أحمد راسم (14 اغسطس 1977 - 21 فبراير 2017) ممثل مصري.

## عن حياته
ولد في 14 أغسطس 1977 في مدينة الاسكندرية، تخرج من المعهد العالي للفنون المسرحية، بدأ مشواره الفني في المسرح، وشارك في عدد من الأعمال.

## من أعماله

### سيت كوم
- (تامر وشوقية) عام 2008.

### المسلسلات
- الجماعة .
- فيس أبوك .
- ظرف أسود .
- شهادة ميلاد .
- الميزان.
- أبو البنات.

### الأفلام
- اسد سيناء.
- قط وفار.
- المهرجان.

## وفاته
توفي في يوم 21 فبراير 2017 بعد صراع مع المرض عن عمر يناهز 39 سنة ، وقد تم تشيع جثمانه، بعد صلاة العصر، في مسجد القائد إبراهيم بالإسكندرية، وتم دفنه بمدافن خورشيد بالإسكندرية.

## روابط خارجية
- أحمد راسم على موقع الدهليز
- أحمد راسم على موقع قاعدة بيانات الأفلام العربية